# Assunta Spina (film, 1948)

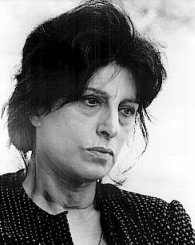
Anna Magnani var den tredje i ordningen att spela Assunta Spina på vita duken.

Assunta Spina är en italiensk film från 1948 av Mario Mattoli. Det är den tredje filmatiseringen av Salvatore Di Giacomos napolitanska drama från 1909. De två första gjordes redan under stumfilmens era, 1915 med Francesca Bertini i titelrollen och 1930 med Rina De Liguoro.

## Handling i huvuddrag
Assunta Spina (Anna Magnani) är en ogift kvinna i det tidiga 1900-talets Neapel som har ett eget företag. Affärsidén är enkel: stryka kläder åt folk som har råd att betala för en sådan lyxtjänst. Affärerna går bra och Assunta har flera yngre kvinnor anställda som strykerskor. Hon har ett förhållande med Michele Boccadifuoco (Eduardo De Filippo) som är en svartsjuk man med explosivt humör.
Filmen börjar med en rättegång mot Michele som under ett bråk, utlöst av hans svartsjuka, har knivskurit Assunta över kinden så illa att hon får ett ärr. Han döms till två års fängelse och eftersom samtliga fyra fängelser i Neapel redan är överfulla riskerar han att skickas till fängelset i Avellino. Det vill inte Assunta som verkar ha förlåtit Michele. En tjänsteman vid domstolen ger då henne ett förslag om att han ska ordna så att Michele får stanna i Neapel. I gengäld vill han inte ha pengar utan besvarar Assuntas fråga om ersättning med att han ”ingenting” vill ha, vilket Assunta omedelbart uttolkar korrekt. Hon inleder ett förhållande med tjänstemannen Federico (Antonio Centa) och han ordnar en plats åt Michele på ett fängelse i Neapel så att Assunta kan besöka honom oftare.
Emellertid fördjupas förhållandet mellan Assunta och Federico till den grad att när han tröttnat vill Assunta inte släppa det. Hon mer eller mindre friar till Federico som emellertid endast är intresserad av att avsluta förhållandet. Han till och med ordnar så att Michele blir frisläppt en månad i förtid för att han ska få slut på Assuntas upprepade kontaktförsök. När Michele återkommer från fängelset drabbas Assunta av ånger, eftersom hon nu menar att Michele trots deras bråk är den ende mannen i hennes liv som visar äkta känslor för henne. Hon berättar för Michele vad som har hänt. Michele tar sin kniv och försvinner ut. Efter ett tag knackar polisen på och berättar att Federico har hittats på gatan utanför, knivhuggen till döds. Assunta förstår att det är Michele som har dödat Federico men besvarar polisens fråga om hon vet vem gärningsmannen är med ”Det var jag”, varpå hon blir anhållen och bortförd av karabinjärer.

## DVD
Filmen finns utgiven på DVD av det italienska bolaget Ripley's Home Video, med undertexter endast på italienska (för hörselskadade).